# Vitalij Kyrylenko
Vitalij Volodimirovič Kyrylenko (in ucraino Віталій Володимирович Кириленко?; Charkiv, 25 aprile 1968) è un ex lunghista ucraino, fino al 1991 sovietico.

## Palmarès

### Mondiali
- 1 medaglia:
  - 1 bronzo (Stoccarda 1993 nel salto in lungo)